# Joseph-Antoine Florens
Joseph-Antoine Florens, baron de l'Empire, né à Lorgues-en-Provence le 26 août 1762 et mort à Paris le 15 septembre 1842 est un fonctionnaire français de l'Empire et de la Restauration.

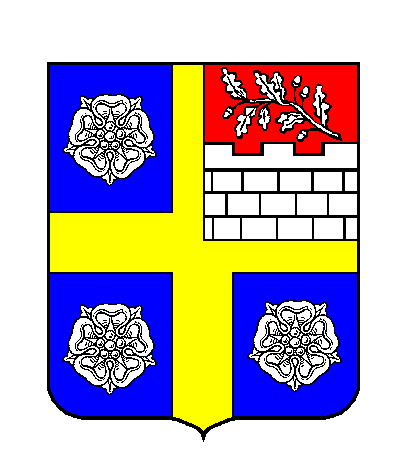
D'azur à la croix d'or, cantonnée de quatre roses d'argent ; franc-quartier des Barons Préfets, brochant au neuvième de l'écu, et pour livrées : bleu, jaune, blanc, verd, le verd en bordure seulement

## Biographie
Il entra de bonne heure dans la carrière de l'enseignement. Il était membre de l'Oratoire et professeur de rhétorique à l'académie royale de Juilly au moment de la révolution.
Dès l'organisation administrative, il fut nommé membre du directoire du district de Montmorency. Il fut actif dans les comités de la Convention nationale puis devint secrétaire d'Ambassade à Rome. En 1796, il fit partie de la commission envoyée en Italie pour y choisir les monuments que le général Bonaparte voulait transporter en France, et fut en contacts étroits avec Ennius Quirinus Visconti, notamment parce qu'il participa à l'organisation de la République romaine en 1798, en tant que Commissaire du Directoire Exécutif de la République Française à Rome, où Visconti fut Consul. Son rôle dans l'élaboration de la constitution romaine, s'il est moins connu que celui de Monge et Daunou, est tout aussi important. Ils travaillaient à trois. Cela ne lui était pas nouveau puisqu'il avait déjà, par exemple, publié un ouvrage sur la constitution française
Il devint le premier préfet des Alpes-Maritimes peu après son retour en France en 1800. Nommé le 21 ventôse an VIII (12 mars 1800), il ne put rejoindre son poste que le 11 prairial (30 mai) et fut reçu à Fréjus et non Nice, le 24 floréal, en raison de la guerre, Nice étant alors occupée par l'ennemi. Ce retard pesa lourdement sur son autorité, le général Pierre Dominique Garnier se plaignant au ministre Chaptal, en parlant de la conduite incivique du citoyen Florens et l'accusant de violer le sceau des lettres qui lui sont adressées. Il se brouilla aussi rapidement avec son secrétaire général, Jacques-Honoré Bas, qui fut révoqué. Guillaume Capelle, futur ministre de Charles X, le remplacera. Manquant fortement d'autorité sur son département, un arrêté du 3 frimaire an 10 (24 novembre 1801) le suspend pour d'autres fonctions.
Il fut ensuite préfet de la Lozère du 15 avril 1802 au 11 mars 1813. Révoqué, il resta en Lozère où il était très apprécié déjà en tant que préfet, contrastant fortement avec son expérience niçoise. Il redevint préfet en 1830 aux jours les plus critiques, il ne restera qu’une quinzaine de jours à titre provisoire.
Il fut aussi membre du conseil général de la Lozère et du conseil municipal de Mende. Il fut président de la Société d'Agriculture, Commerce, Sciences et Arts dès sa création en 1819 à Mende. Il a écrit des notices sur ses améliorations agricoles à Rieucros (Mende) et à Charpal, où son système d'irrigation doubla sa production. Il a aussi écrit un discours sur les langues et un dialogue de Platon.
Chevalier de la Légion d'honneur dès la création de l'ordre, il fut fait baron de l'Empire le 30 juin 1811.

## Décorations
- Légion d'honneur